# Герб Аленкера
Ге́рб Аленке́ра — офіційний символ містечка Аленкер, Португалія. Використовується як територіальний герб. У золотому щиті синій замок із трьома баштами, золотими вікнами і брамою. Під замком лежить чорний собака, обернений головою праворуч, права лапа якого лежить на лівій. По краю щита — вінок із 14-ти червоних троянд із зеленими листочками. Щит увінчує срібна мурована містечкова корона з чотирма вежами.  Під щитом біла стрічка, на якій великими літерами напис португальською: «vila de Alenquer» (містечко Аленкер).  Офіційно затверджений 10 січня 1936 року.  

## Галерея

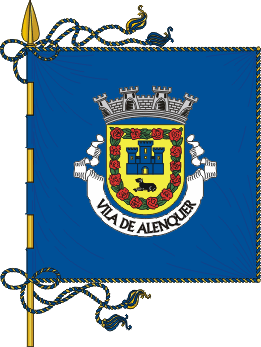
Прапор